# Zur Schwäbischen Jungfrau

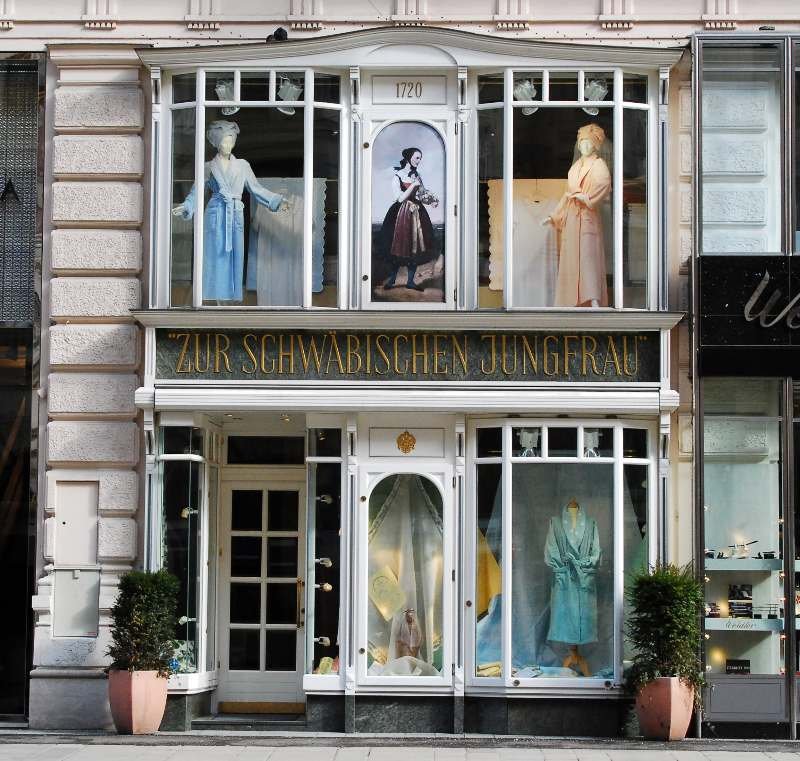
Zur Schwäbischen Jungfrau

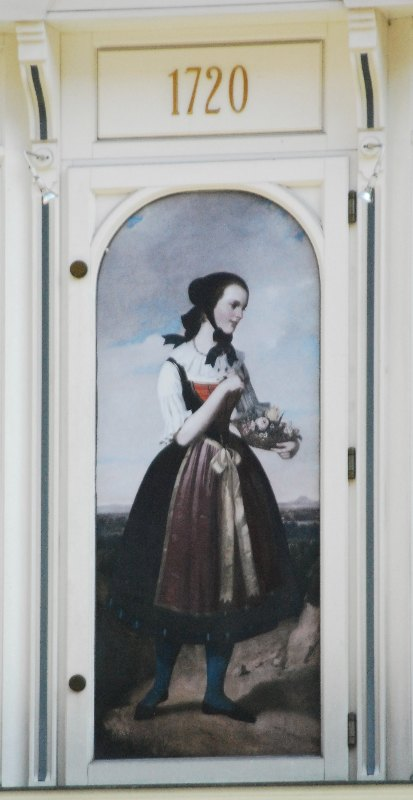
Die Schwäbische Jungfrau – Gemälde

Das Geschäft Zur Schwäbischen Jungfrau ist ein traditionsreiches Wiener Wäscheaustattungsunternehmen. Es befindet sich Am Graben 26 im 1. Bezirk Innere Stadt.

## Geschichte
1720 kam ein Leinwandhändler aus Schwaben nach Wien. Wegen seiner drei Töchter wurde das Geschäft „Zur Schwäbischen Jungfrau“ genannt. Aufgrund seines Erfolges und der exponierten Lage zur Hofburg wurde das Unternehmen später ein k.u.k. Hoflieferant. Zum Beispiel wurden die Servietten für Kaiser Franz Joseph I. angefertigt oder die Spitzenbettwäsche für Kaiserin Elisabeth. Für das Geschäft fertigten die Maler Johann Nepomuk Mayer und Johann Kupelwieser Gemälde der Jungfrau.
Zuerst war die Schwäbische Jungfrau am Haarhof, danach am Neuen Markt. Erst nach dem Ersten Weltkrieg in den 1920er Jahren zog die Jungfrau an den Graben 26.
1960 übernahm die aus Oberösterreich stammende Hanni Vanicek den Laden. Mit ihrer Familie zog sie im jungen Alter nach Wien und studierte auf der Höheren BLA für Mode und Bekleidungstechnik in Michelbeuern. Sie schaffte es, mit der hochwertigen Qualität ihrer Frotteestoffe die Kundschaft zu überzeugen. 1968 brannte das Geschäft völlig ab; die Brüder von Hanni Vanicek retteten persönlich die Jungfrauengemälde von Mayer und Kupelwieser. Die Schwäbische Jungfrau ist Lieferant für den malaysischen Hof sowie den Sultan von Pahang. Seit mehr als 40 Jahren leitet Hanni Vanicek das Unternehmen.

## Produkte
Auf drei Etagen werden handgewebte Leinen- und Damastmeterware, Küchen-, Tisch- und Bettwäsche, Frotteeware und komplette Kollektionen aus eigener Produktion geboten. Eine Nähwerkstätte ist dem Geschäft angeschlossen, wo Kunde Maßanfertigungen sowie Stickereien von Monogrammen anfertigen lassen.